# 15412 Шефер
15412 Шефер (15412 Schaefer) — астероїд головного поясу, відкритий 2 січня 1998 року.
Тіссеранів параметр щодо Юпітера — 3,170.